# Stendardo della Santissima Trinità
Le  Stendardo della Santissima Trinità (en français : Étendard de la Très Sainte Trinité)  est une bannière de procession, un gonfalon attribué à Raphaël. Le tableau est actuellement exposé à la Pinacoteca Comunale, Città di Castello (Ombrie).

## Histoire
Datant de 1499/1504 environ, le gonfalon a été peint pour l'église de la Trinité de Città di Castello, lors du séjour du jeune peintre qui s'était rendu dans la ville  afin de le remplacer son père Giovanni Santi, décédé en 1494 et  titulaire d'un atelier en ville.
À la suite du départ de Luca Signorelli, les peintres de talent étaient rares en ville, ce qui permit au jeune artiste encore sous l'influence  du style du Pérugin de recevoir de nombreuses commandes dont la Pala del beato Nicola da Tolentino, aujourd'hui démembrée et dispersée entre plusieurs musées, la Crocifissione Mond (National Gallery) et le Sposalizio della Vergine (Pinacothèque de Brera).
En général ce genre de bannière de procession est associé à l'épidémie de peste de 1499, comme le fait penser la présence des saints Sébastien et Roch, protecteurs contre cette épidémie.
Certains historiens le datent donc de cette année ou des années suivantes, sans toutefois dépasser les années 1503/1504.
L'œuvre, déjà en conditions précaires en 1638, a été confiée au comte Della Porta en 1867, qui la fit restaurer en supprimant les croûtes et en retouchant les têtes des saints.
Une restauration plus récente (après la Seconde Guerre mondiale) a permis de remettre en évidence la surface originale où les émaux et voilures sont encore intacts.
Le tableau a été exposé à la National Gallery de Londres au cours de l'exposition consacrée à Raphaël (2004-2005).

## Description et style
Peint à l'origine sur les deux faces, les deux côtés furent séparés et ensuite exposés conjointement.
Sur le recto est peinte la Crucifixion surmontée d'un trône de grâce  avec les saints Roch et Sébastien ; sur le verso, la Création d'Ève.
L'œuvre est encore empreinte du style du Pérugin (douceur des paysages, anges symétriques entre rubans aériens) et de Luca Signorelli (détermination volumétrique).
La maîtrise dans la disposition des personnages dans l'espace est beaucoup plus cohérente que celle de ses maîtres.

## Œuvre similaire
Le  Stendardo della Santissima Trinità  ne doit pas être confondu avec celui  de la Charité, qui est conservé dans le même musée. Le Stendardo della Carita a été peint pour la Confraternita della Carità et a abouti au musée de l'Hôpital de la Misericordia.
Cet étendard qui sur le recto comporte une Madonna della Misericordia (visiblement inspirée du polyptyque Madonna della Misericordia de Piero della Francesca) et sur le verso une Crucifixion, a eu son moment de gloire quand Roberto Longhi l'attribua au très jeune Raphaël mais des études successives ont montré que la qualité moyenne de l'œuvre n'était pas seulement le résultat du mauvais état de conservation du tableau et qu'il fallait plutôt rechercher la paternité vers l'école du Pérugin ou vers des peintres locaux comme Francesco da Castello.

## Sources
- (it) Cet article est partiellement ou en totalité issu de l’article de Wikipédia en italien intitulé « Stendardo della Santissima Trinità » (voir la liste des auteurs).